# Rajella fuliginea
Rajella fuliginea är en rockeart som först beskrevs av Bigelow och Schroeder 1954.  Rajella fuliginea ingår i släktet Rajella och familjen egentliga rockor. IUCN kategoriserar arten globalt som livskraftig. Inga underarter finns listade i Catalogue of Life.